# Anton Pietro Filippini
Pour les articles homonymes, voir Filippini.
Anton Pietro Filippini  est un archidiacre, historien et chroniqueur italien de son temps, né en 1529 à Vescovato, un village de Haute-Corse. 
Son Istoria di Corsica porte sur la période de 1559 à 1594 ; elle comprend l'une des époques les plus intéressantes de l'histoire de la Corse, celle de la guerre de Sampiero. Elle est l'une des rares sources de l'histoire corse à son temps.

## Biographie
Anton Pietro Filippini (BNF 13009910) est né en 1529 à Vescovato, village faisant partie du diocèse de Mariana en Corse, situé dans le « Deçà des Monts », soit l'actuel département de la Haute-Corse sans le Cap Corse. Il est issu d'une famille qui, obligée de quitter la Sardaigne, s'était retirée en  Corse, et était devenue l'une des plus importantes de Vescovato.
Nous ne savons rien de l'enfance et de la jeunesse de Filippini. Le premier trait qu'il cite de sa vie est de 1550, année où il se rendit à Rome, en passant par Grosseto, à l'occasion du jubilé.
Il est décédé en 1594.

« Il parait avoir observé une neutralité forcée pendant la guerre que les Français firent en Corse aux Génois. Pendant la guerre de Sampiero, il resta également fidèle à ses anciens maîtres ; bien qu'il ait dédié son histoire à Alfonso d'Ornano, il blâme ouvertement, en plusieurs endroits de sa Chronique, Sampiero d'être venu rallumer la guerre contre ses seigneurs dans un pays épuisé et presque totalement ruiné. À l'approche de Sampiero, il engage les habitants de Vescovato à ne point prendre parti pour lui, ce qui lui fait courir un premier danger après la victoire des Corses. Accusé auprès des vainqueurs de manquer de patriotisme, il écrit à Antonio de S. Florent une lettre qui restera entre les mains de ses ennemis personnels et servira plus tard à le faire transporter à Gênes, où il restera en prison dix-neuf mois. »

— Lucien Auguste Letteron in Histoire de la Corse, tome III page VII.

### Profession
Archidiacre du diocèse de Mariana, il nous dit lui-même qu'il remplaça pendant quelque temps l'évêque absent. Il fut l'un des membres les plus distingués du clergé corse.
En 1564, à la suite du décès de Bartolommeo della Torre, vicaire de l'évêché de Mariana tué par un tir d'arquebuse, les fonctions de vicaire lui sont conférées par le cardinal de S. Clément responsable de l'évêché.
Mais le chroniqueur a fait oublier l'archidiacre au souvenir de la postérité.

## Œuvres
Chroniqueur, Anton Pietro Filippini a continué le récit de l’histoire de la Corse de Giovanni della Grossa, après Pier Antonio Monteggiani jusqu’en 1524, puis Marcantonio Ceccaldi jusqu’en 1559. En 1594 il le publie avec le sien sous le nom d’Istoria di Corsica. Dans ce livre, les écrits de Giovanni della Grossa sont résumés et commentés.
Sa Chronique en langue italienne, va de 1559 à 1594, et comprend la guerre de Sampiero, l'une des époques les plus intéressantes de l'histoire de la Corse.
Selon l'abbé Letteron, Marc' Antonio Ceccaldi, son ainé de 8 ans, en est le seul auteur quant à la forme et l'auteur principal quant au fond.
« Il est reproché à Filippini de s'être approprié, ou peu s'en faut, les travaux de ses devanciers, et de parler si souvent de ses veilles et de ses fatigues qu'il semble chercher à convaincre le lecteur que les treize livres de l'Histoire de la Corse sont bien de lui. [...] c'est probablement à cette prétention vaniteuse de Filippini que nous devons la conservation des chroniques antérieures et la composition de la sienne. [...] ».
Filippini a dédié l'Histoire de la Corse à Alfonso d'Ornano, fils de Sampiero Corso.
En 1888, l’abbé Letteron, professeur de lettres à Bastia, traduit et publie la Chronique de Anton Pietro Filippini.